# Lista di emoglobine
L'emoglobina (detta Hb) può presentarsi in varie forme.

## Forme fisiologiche
- HbA, α2β2: l'Hb fisiologica dell'adulto.
- HbA2, α2δ2: Hb presente in bassissime quantità nell'adulto (2%).
- HbF, α2γ2: forma fetale; meno dell’1% del totale.

### Altre forme non dannose per l'organismo
- Hb Cowtown, in cui è eliminata una coppia ionica coinvolta nella stabilizzazione dello stato T[1]
- Hb Memphis, con sostituzione di un residuo non carico sulla superficie con un altro di dimensioni simili[1]
- Hb Bibba, con sostituzione di una "leucina" in un'α-elica con una "prolina"[1]
- Hb Milwaukee, con sostituzione di una "valina" con un "glutammato"[1]
- Hb Providence, con sostituzione di una "lisina" che di solito si proietta nella cavità centrale del tetramero con un'"asparagina"[1]
- Hb Philly, con sostituzione di una "tirosina" con una "fenilalanina", eliminando un legame idrogeno all'interfaccia α1β1[1]

### Forme embrionali
- Hb di Portland, ζ2γ2
- Hb Gower, ha due forme:
  - Hb Gower I: ζ2ε2
  - Hb Gower II: α2ε2

### Stati chimico-fisici
- ossiemoglobina: legata all'O2.
- deossiemoglobina, o emoglobina ridotta: ha ceduto l'O2.
- carbodiossiemoglobina, o carbaminoemoglobina: ha ceduto l'O2 ed ha captato una parte dell'anidride carbonica (CO2).

## Emoglobine patologiche
- Hb di Barts, γ4: presente nell'alfa talassemia da delezione di 4 geni alfa-globinici su 4
- HbH, β4: presente nell'alfa talassemia da delezione di 3 geni alfa-globinici su 4
- HbS, α2β2: dall'inglese Sickle, "falce"; in posizione 6 un aminoacido è stato cambiato, da glutammato a valina. È tipica dell'anemia falciforme.
- HbC, α2β2: in posizione 6 un aminoacido è stato cambiato, da glutammato a lisina.
- HbE: in posizione 26 il glutammato viene sostituito da una lisina.
- Hb Lepore, α2(δβ)2: è dovuta a un crossover ineguale, per cui si fondono i geni beta e delta. Presenta il promotore tipico della catena δ e perciò non viene espressa. In quanto il promotore è debole e questo diventa un pseudogene (geni non espressi nella cellula a causa del promotore silenziato).
- Hb Antilepore, α2(βδ)2: è dovuta a un crossover ineguale, per cui si fondono i geni beta e delta. Presenta il promotore tipico della catena β e perciò viene espressa.
- Hb Philly: nella proteina beta è presente una mutazione puntiforme in posizione 35, da tirosina a fenilalanina.
- Hb Genova: in posizione 28 della catena beta vi è sostituzione di una leucina con prolina.
- Hb Köln: in beta 98 una valina viene sostituita con una metionina.
- Hb Yakima: in posizione beta 99 un'istidina al posto dell'aspartato.
- Hb Kansas: l'asparagina in beta 102 è sostituita con treonina.

### Alterazioni chimico-fisiche
- carbossiemoglobina: lega CO, che ha un'affinità per l'Hb maggiore di 240 volte rispetto all'ossigeno.
- metaemoglobina: il ferro presente nella molecola si ossida, passando dallo stato ferroso (2+) a ferrico (3+), provocando un caratteristico colore marrone-bluastro, con tendenza al grigio.
- cianoemoglobina: Hb ridotta che lega uno ione cianuro. Quando è presente più del 5% di riduzione si ha cianosi.
- Emoglobina glicata (HbA1c)